# Kalasatama (metropolitana di Helsinki)
Kalasatama (in finlandese: Kalasataman metroasema; in svedese: Metrostationen Fiskhamnen) è una stazione della Metropolitana di Helsinki. È stata inaugurata il 1º gennaio 2007 e serve la parte orientale del quartiere centrale di Sörnäinen. L'area è principalmente composta da uffici, ma dal 2008 saranno anche costruite nuove residenze e centri commerciali.
Diversamente dalla gran parte delle altre stazioni della metropolitana di Helsinki, Kalatasama è stata costruita sul tracciato già esistente della metropolitana, il che ha reso la costruzione più difficile. Tuttavia, il normale traffico della rete non è stato toccato dai lavori. Dato che le nuove banchine sono state costruite su entrambi i lati del tunnel esistente, la stazione Kalasatama è una delle due stazioni del sistema ad avere banchine separate per le due direzioni di viaggio (insieme a Itäkeskus).